# Sophisme
Cet article possède un paronyme, voir Sophiste.
 (mars 2019).
Si vous disposez d'ouvrages ou d'articles de référence ou si vous connaissez des sites web de qualité traitant du thème abordé ici, merci de compléter l'article en donnant les références utiles à sa vérifiabilité et en les liant à la section « Notes et références ».
Un sophisme est un procédé rhétorique, une argumentation, à la logique fallacieuse. C'est un raisonnement qui porte en lui l'apparence de la rigueur, voire de l'évidence, mais qui n'est en réalité pas valide au sens de la logique, quand bien même sa conclusion serait « vraie ».
À la différence du paralogisme, erreur dans le raisonnement d'un émetteur de bonne foi, ne cherchant pas à tromper le récepteur, le sophisme est quant à lui prononcé et énoncé avec l'intention cachée de tromper le destinataire ou l'auditoire afin, par exemple, de prendre l'avantage sur lui dans une discussion, dans le cadre d'un désaccord de fond, d'un débat entre deux thèses,.
Les sophismes peuvent avoir la forme d'un syllogisme (raisonnement qui repose sur des prémisses insuffisantes ou non pertinentes ou qui procède par enthymème, etc.). Ils peuvent aussi s'appuyer sur d'autres mécanismes oratoires ou psychologiques jouant par exemple avec l'émotion de l'auditoire, l'ascendant social du locuteur (argument d'autorité) ou des biais cognitifs (comme l'oubli de la fréquence de base) pour emporter l'adhésion temporaire ou conquérir une position dominante au cours d'une dispute ou d'un désaccord.
Dans la Grèce antique, les orateurs qualifiés de sophistes (grec ancien: σοφιστής, sophistes) dont le nom est à l'origine du terme sophisme, enseignaient l'éloquence et l'art de la persuasion par le verbe. Et c'est pour démasquer leur rhétorique parfois fallacieuse que les philosophes ont couché par écrit les bases de la logique. Depuis les Réfutations sophistiques d'Aristote, de nombreux philosophes ont ainsi cherché à établir une classification générale des modalités du discours argumentatif et des sophismes pour, le plus souvent, s'en prémunir (Bacon, Mill, Bentham). Arthur Schopenhauer dans La Dialectique éristique (1830), montre l'efficacité dialectique du sophisme, par sa capacité à orienter la discussion, le discours, l'échange, autour de raisonnements employés à des fins de conversion de l'autre à une opinion plus qu'à des fins de manifestation de la vérité.

## Origines et sens du mot

### Étymologie
Le mot sophisme dérive du latin sŏphisma, lui-même issu du grec σόφισμα(sóphisma) : « habileté », « invention ingénieuse », « raisonnement trompeur ». Ce mot grec est formé sur σοφία (sophía) : « sagesse », « savoir », et désigne dès l'Antiquité grecque le type de discours prononcés par les sophistes (littéralement « ceux qui sont spécialistes du savoir »), orateurs prestigieux et professeurs d'éloquence (ou plus globalement de rhétorique), dont le but était surtout de persuader l'auditoire (dans les assemblées ou les tribunaux), bien souvent au mépris de la vérité elle-même.

### Contexte d'émergence
Le terme naît dans le contexte du développement de l'art oratoire en Grèce antique, notamment à Athènes et dans les cités ioniennes. Au Ve siècle av. J.-C., on voit en effet se développer une professionnalisation des carrières politiques, dans le cadre de la naissance de l'isonomie et de la démocratie. Dans ce mouvement, l'utilisation des procès — réunissant des jurys populaires — comme arme pour abattre des adversaires se répand. Une constellation de métiers et de pratiquants du discours voit le jour : le but de ces orateurs est d'emporter l'adhésion du plus grand nombre pour la cause qu'ils servent, qu'il s'agisse d'un individu ou d'un projet politique. À Athènes, ces orateurs sont dénoncés par Socrate et Platon, qui débattent avec les sophistes pour essayer de démasquer leurs raisonnements trompeurs et bâtis sur une logique non-rigoureuse. Platon est l'un des penseurs les plus reconnus pour s'attaquer aux sophistes qui, selon lui, contreviennent à la vérité en faussant les arguments. La manipulation du langage qu'ils font et leur caractère amoral s'oppose aux valeurs de Platon selon lesquelles la justice prime : cette dite justice provient de la vérité inéluctable. Les sophistes contreviennent à la justice en procurant à l'injustice des armes qui lui permettent de falsifier la vérité. Platon proteste contre les sophistes parce qu'ils sont relativistes — c'est-à-dire que leurs arguments s'adaptent à la cause défendue — et que cette valeur s'oppose à l'idéalisme platonicien décrit et proposé dans la République. Finalement, la corruption des sophistes contrevient à la recherche de vérité, selon Platon. C'est par la suite Aristote, élève de Platon, qui décrit et établit les rudiments de la logique pour classer les types de raisonnements (ou de syllogismes) et montrer rigoureusement quelle est la « logique » fallacieuse à l'œuvre dans un sophisme.
Les sophistes sont ainsi critiqués par leurs valeurs qui ne tiennent pas en compte la véritable vérité, mais plutôt la pseudo vérité qui convient le mieux à leurs besoins. Aussi, leur recherche de profit dérange le concept de démocratisation du savoir qui était courant à l'époque. Le philosophe se doit selon Platon de faire œuvre de pédagogie et de démagogie pour partager ses connaissances, afin d'atteindre une cité plus juste, donc meilleure. Cependant, le sophiste nuit à cet objectif : il vend son savoir, et comme celui-ci est plus original, excentrique, séduisant, que les idées propagées par les autres philosophes contemporains, il contrevient à l'égalité des savoirs.

### Variante sémantique
Les termes anglais fallacy et sophism (qu’on traduit souvent indifféremment par « raisonnement fallacieux » ou « sophisme » en français) se différencient en anglais par le fait que le second est délibéré alors que le premier ne l'est pas nécessairement ; en français, « raisonnement fallacieux » est le plus souvent synonyme de « sophisme », et les erreurs de raisonnement sont appelées des paralogismes.

## Typologies dans la philosophie contemporaine

### Chez Schopenhauer
Dans L'Art d'avoir toujours raison (en allemand Die Kunst, Recht zu behalten), Arthur Schopenhauer traite de l'art de la controverse ou « dialectique éristique ». Rédigée vers 1830-1831 et publiée en 1864, elle est parfois éditée en France sous le titre académique de La Dialectique éristique (en allemand Eristische Dialektik, du grec ἐριστική τέχνη). Dans ce traité, à la fois sarcastique et pragmatique, Schopenhauer expose une série de stratagèmes permettant de l'emporter lors de controverses, indépendamment de la vérité du point de vue que l'on soutient. Ce travail a pour but de bien distinguer ces stratagèmes afin de pouvoir les dénoncer. La dialectique éristique, constituée de la dialectique et de la sophistique, s'opposerait ainsi à la logique, à l'analytique, et à la philosophie dont le but est la recherche objective de la vérité.
Schopenhauer présente son traité comme un recueil de techniques, qui peuvent apparaître comme une forme d'art. Cette technique repose sur la distinction entre la vérité objective d'une proposition et l'apparence de vérité que cette proposition peut prendre aux yeux des disputeurs et des auditeurs. La finalité de cet art est de fournir des moyens pour parvenir à cette dernière apparence, afin de convaincre les auditeurs que l'on a raison, même si l'on a objectivement tort. Fondamentalement, l'œuvre de Schopenhauer se constitue donc comme un arsenal de la sophistique, un recueil de sophismes, de leur façon d'opérer, de leurs atouts et faiblesses.
Outre cette typologie, Schopenhauer distingue quelques causes originelles de la dialectique éristique qui sont en fait toutes liées :
- la malhonnêteté ;
- la vanité ;
- le fait de parler avant de réfléchir ;
- l'obstination dans l'erreur.

Selon Schopenhauer, tout homme veut que sa thèse paraisse vraie, même (et surtout) quand il sait qu'elle est fausse. Pour lui, la dialectique éristique qu'il décrit est aussi, par nature, une façon de se prémunir des attaques déloyales de ses adversaires. L'apprentissage de la dialectique éristique complète donc selon lui l'apprentissage de la logique, car il faut également se défendre quand on a raison et savoir repérer les stratagèmes sophistiques des autres. Pour Schopenhauer, toute personne qui est dans le vrai a besoin de recourir à la dialectique éristique pour défendre son droit, et il faut connaître les stratagèmes de la malhonnêteté pour leur faire face, et même souvent en employer certains d'entre eux pour battre l’ennemi avec ses propres armes. Cette typologie permet donc à celui qui y est formé de défendre ses thèses sans se contredire, et de renverser les thèses adverses.
Schopenhauer identifie une quarantaine de stratagèmes relevant de la dialectique éristique, et donc de sophismes, parmi ces stratagèmes on en trouve de différents types :

#### Le changement de catégorie ontologique
- L'extension du sujet (stratagème no 1) : l'extension permet d'étirer à outrance l'affirmation de l'adversaire au-delà de ses limites naturelles ou formulées ; il s'agit de l'interpréter de la façon la plus générale possible. En exagérant les positions d'un adversaire, on peut se présenter comme plus raisonnable. La réfutation systématique de l'extension et de l'exagération (stratagème no 23) permet de se prémunir contre ce stratagème.
- L'homonymie (stratagème no 2), ou le jeu sur les mots : il s'agit d'user et d'abuser du sens des propos de l'adversaire pour l'en éloigner de son sens premier ou réel, afin de lui faire dire ce qu'il ne dit pas. En modifiant le sens du mot employé par l'adversaire, on étend également son affirmation à ce qui en réalité n'a rien en commun avec l'objet du débat : on lui fait donc dire n'importe quoi afin de pouvoir le contredire. Ce stratagème permet ensuite de réfuter l'extension de sens fallacieuse et donc de paraître brillant et de se donner l'apparence du vrai.
- La distinction et l'exception (stratagème no 17) : lorsqu'un des débatteurs est en difficulté, il peut introduire une distinction subtile de sens, inédite dans la discussion, afin de minimiser sa défaite ponctuelle. Il peut aussi trouver une exception très spécifique à un argument pour en réfuter la généralité (voir no 11).
- Transformation d'un relatif à un absolu (stratagème no 3) : il s'agit d'une transformation d'implication de l'argument de l'autre : on prend une affirmation posée relativement au sujet et on la présente comme si elle était donnée par lui de façon générale, on peut ainsi la réfuter dans sa généralité et suggérer qu'elle est donc réfutée en particulier.
- Transformation d'un particulier à un général (stratagème no 11) : ce stratagème est continu et progressif, il consiste à faire croire à l'adversaire qu'il a de lui-même concédé une « vérité générale admise » en lui faisant concéder plusieurs cas particuliers successivement au cours d'un débat.
- L'épouvantail rhétorique ou les faux arguments (stratagème no 5) : ce stratagème a pour but de réfuter des arguments que l'adversaire n'utilise pas ou ne mobilise pas réellement. On peut aussi utiliser les éléments personnels de l'adversaire, en pointant des propositions fausses qu'il considère comme vraies et donc supposer que tout son mode de pensée, étant analogue, mène nécessairement à des conclusions fausses.
- Opposition théorie / pratique (stratagème no 33) : il s'agit de présenter un argument ou une thèse de l'adversaire comme vraie uniquement en théorie, faux en pratique. Il s'agit d'un syllogisme masqué : puisque ce qui est juste en théorie doit aussi l'être en pratique, alors si ce n'est pas le cas, c'est qu'il y a une erreur dans la théorie ; par conséquent, c'est également faux en théorie.

#### Obtenir une conclusion en masquant ses intentions et en détournant l'attention
- La dispersion des sujets et des questionnements impliqués (stratagème no 4) : ce stratagème a pour but de masquer l'intention d'un des participants, d'occulter la conclusion visée, de faire en sorte qu'elle ne soit pas prévisible mais discrète, afin de faire en sorte que l'adversaire obtienne progressivement et discrètement les prémisses du raisonnement en les disséminant au cours de la conversation. En faisant approuver les prémisses de son raisonnement dans le désordre, on cache ainsi son jeu et on se prémunit contre une manœuvre de l'adversaire visant à contrer une thèse évidente en particulier. Il est aussi possible de faire admettre des prémisses sans aucun rapport avec le sujet du débat pour forger de fausses pistes sur lesquelles l'adversaire s'engagera.
- Le questionnement rapide (stratagème no 7) : il s'agit de questionner à outrance un adversaire afin de le déstabiliser dans sa capacité à répondre au sujet. Ce stratagème sophistique consiste à poser un grand nombre de questions et à élargir dans le même mouvement le contexte d'énonciation du sujet pour masquer ce que l'on veut faire admettre, puis à exposer rapidement son argumentation à partir de concessions obtenues à la hâte. Ainsi, l'adversaire a plus de difficultés à suivre exactement la démonstration et manque d'en voir les lacunes éventuelles.
- Par changement de l'ordre des questions (stratagème no 9) : ce stratagème a un but très voisin du stratagème no 4, en ce qu'il permet de masquer sa propre thèse et de poser des questions dans un ordre totalement différent de celui exigé par la conclusion qu'il faudrait en réalité en tirer. Il s'agit donc d'opérer des permutations dans la progression des interrogations ; l'adversaire se retrouve privé de sa capacité à saisir la progression rhétorique et ne peut savoir quelle est exactement la thèse défendue, et ne peut donc se prémunir.
- Par provocation (stratagème no 8) : il s'agit de mettre en colère son adversaire, afin de le mettre hors d'état de porter un jugement mesuré et fiable et de nuire à la perception qu'il a de son propre intérêt. En étant ouvertement injuste envers un opposant, en le provoquant, en faisant preuve d'insolence ou d'impudence, on peut ainsi toucher son point faible, personnel, en insistant sur un sujet dont il a honte, pour brouiller son calme et sa capacité à réfléchir. Il sera donc incapable de formuler un jugement cohérent en apparence et se disqualifiera devant l'auditoire.
- Empirer la colère de l'autre (stratagème no 27) : il s'agit de faire en sorte que l'adversaire s'énerve encore plus avant, en guettant ce qui met en colère l'opposant, on insiste sur ce point pour en tirer un point faible dans la thèse ou dans l'apparence de véracité de la thèse.
- Déguiser une prémisse en pétition de principe (stratagème no 6) : ce stratagème a pour but de faire reconnaître à l'adversaire certains prémisses dont l'utilité pour démontrer une thèse n'est pas énoncée en amont. Il s'agit de faire en sorte de s'entendre entre opposants sur un certain nombre d'affirmations, en les présentant comme des « vérités d'évidence », ainsi en établissant habilement ce qui n'est plus à démontrer de ce qui reste à établir, on peut réduire considérablement le nombre d'étapes nécessaires à la victoire et conduire l'interlocuteur à reconnaître malgré lui la validité d'une thèse qui lui est défavorable ou opposée. À l'opposé, un stratagème analogue consiste à réfuter systématiquement chacune des prémisses de l'interlocuteur.
- Conclure (stratagème no 20) : il s'agit de la conséquence du stratagème no 6. En ayant fait admettre à son opposant des prémisses commodes, ou en prenant avec choix les faits qu'il a déjà admis comme vrais, on formule une conclusion, donnant ainsi l'illusion qu'il approuve cette conclusion puisque ses prémisses sont en accord avec celle-ci.
- Par la dénomination et le titre (stratagème no 12) : ce stratagème a pour but de présenter une désignation flatteuse pour désigner la thèse que l'on cherche à défendre, ainsi que la fonction ou le titre de l'émetteur la défendant, afin d'en augmenter la crédibilité d'apparence, en détournant l'attention sur son illogisme ou sa falsification. À l'inverse, on peut utiliser des termes orduriers et dégradants, ironiques, pour désigner une thèse que l'on cherche à discréditer. En d'autres termes, c'est un argument d'autorité falsifiée. Ce stratagème a cependant pour faiblesse de montrer ouvertement les intentions, par les noms qu'il donne aux choses.
- Le faux-contraste (stratagème no 13) : ce stratagème a pour but de faire reconnaître une thèse défendue directement par l'adversaire. Il s'agit de lui présenter un faux-contraire, une thèse faussement opposée mais présentée comme son antithèse parfaite, en mettant en évidence son absurdité, sa faiblesse. L'adversaire est ainsi incité à reconnaître lui-même la thèse défendue, sous peine que l'auditoire pense qu'il cultive simplement l'art du paradoxe, qu'il pinaille.
- Détourner l'attention (stratagème no 18) : ce procédé a pour but d'empêcher l'adversaire de parvenir au bout de sa démonstration en brisant le flot de la discussion, en orientant le débat vers d'autres sujets ou propositions moins probantes pour la thèse de l'autre mais plus commode pour la sienne.

Outre ces stratagèmes qui portent sur les propositions débattables, toute une série de stratagèmes portent sur soi ou sur l'adversaire, l'opposant à la discussion, afin de minimiser ou d'exagérer les positions et l'apparence de la victoire :
- L'adversaire se contredit (stratagème no 16) : il s'agit de mettre en lumière des faiblesses, des paradoxes ou des contradictions dans la pensée de l'adversaire pour suggérer que toute sa thèse est possiblement mise en doute. C'est un stratagème réputé facile à mettre en œuvre, facile à appliquer puisque la plupart des interlocuteurs n'ont pas toujours défendu une ou l'autre thèse, et n'ont pas forcément une construction claire de toutes leurs idées reçues. Ce stratagème a pour but d'exploiter le fait que tout un chacun est en soi un paradoxe ambulant, et que chaque individu porte en lui et en son histoire ses contradictions internes.
- Argument ad hominem
- Argumentum ad personam (dernier argument, intitulé « Ultime stratagème »[12]) :
- Argument ad auditores (stratagème no 28) : il s'agit de ridiculiser l'autre en singeant sa position, tout en utilisant l'auditoire pour approuver la raillerie, alors même qu'il n'est pas forcément spécialiste du sujet débattu.
- Argument ad verecundiam, ou argument d'autorité (stratagème no 30)
- Attitudes impudentes (stratagèmes no 15, 14, 29, 31, 36)
- Faire une association dégradante contre l'adversaire afin de l'associer à une idéologie ou une thèse que tout le monde admet comme exécrable et immorale.
- On peut aussi faire en sorte de se déclarer incompétent afin d'écarter telle ou telle piste de discussion qui pourrait s'avérer nuisible pour sa propre thèse, mystifier le débat ou des positions en recourant à des noms clés (autrement appelé « name dropping »)[évasif].
- Clamer son triomphe et crier victoire, car selon Schopenhauer, dans la dialectique éristique, l'apparence de la victoire prévaut sur la vérité.

### Chez Mill
John Stuart Mill, dans son ouvrage Système de logique déductive et inductive (1843), étudie les sophismes. Il propose une classification, laquelle est constituée en quatre groupes :
- « Des sophismes de simple inspection, ou sophismes a priori »[13]. Il s'agit des raisonnements faisant appel à l'évidence, ils constituent « des cas où il n'y a pas de conclusion tirée, la proposition étant acceptée, non comme prouvée, mais comme n'ayant pas besoin de preuve, comme vérité évidente en soi, ou du moins comme d'une si grande vraisemblance intrinsèque, que la preuve externe, bien qu'insuffisante par elle-même, suffit comme adjuvant de la présomption antérieure ».
- Les « sophismes d'observation ». Ce sont les sophismes qui opèrent en falsifiant volontairement l'administration de la preuve. Ces sophismes d'observation suivent un ou plusieurs ou la totalité de trois procédés : l'observation, la généralisation et la déduction[14]. Un sophisme par observation peut consister en une erreur de « non-observation » (négligence des faits particuliers qu'il fallait remarquer), ou « mal-observation » (« lorsque le fait ou le phénomène, au lieu d'être reconnu pour ce qu'il est en réalité, est pris pour quelque chose autre »).
- Les « sophismes de généralisation ». Cette classe est considérée, par Mill, comme la plus fréquente de toutes, recelant le plus grand nombre « d'inférences vicieuses »[15]. Pour qu'une erreur de généralisation soit sophistique, précise Mill, « il faut qu'elle soit la conséquence d'un principe ; elle doit provenir de quelque fausse conception générale du procédé inductif ; le mode légitime de tirer des conclusions de l'observation et des expériences doit être fondamentalement mal compris »[16].
- Les « sophismes par confusion ». Cette dernière classification des sophismes de Mill regroupe « tous ceux qui ont leur source, non pas tant dans une fausse appréciation de la valeur d'une preuve, que dans la conception vague, indéterminée et flottante de ce qu'est la preuve »[17]. Selon Mill, ces raisonnements ont pour principale fonction de détourner un fait, une donnée, une affirmation, de sa capacité à prouver quelque chose, pour démontrer un fait sans qu'il n'y ait pourtant de rapport d'inférence ou de déduction entre les deux.

## Grandes familles de sophismes

### Les syllogismes erronés ou fallacieux
Les sophismes se construisent à la manière d'une déduction, c'est-à-dire qu'on utilise des observations spécifiques afin d'atteindre une observation générale qui provient de la logique de l'argument même. De ce fait, on obtient une affirmation fausse, bien que proposée comme étant vraie :
- Dans l'emmental, il y a des trous. Plus il y a d'emmental, plus il y a de trous. Plus il y a de trous, moins il y a d'emmental. Donc plus il y a d'emmental, moins il y a d'emmental (figure de sens, syllogisme).
- Tout ce qui est rare est cher (exemple : un cheval rare est cher, c'est le cheval qui est rare). Les choses bon marché sont rares, donc les choses bon marché sont chères (transfert d'un attribut de la classe elle-même aux composants individuels de cette même classe. Le logicien Bertrand Russell s'y attaquera avec sa théorie des types).
- Le ridicule ne tue pas. Ce qui ne nous tue pas nous rend plus fort. Donc le ridicule nous rend plus fort (figure de sens, syllogisme).
- « Rat » est composé de trois lettres. Le rat mange le fromage. Donc trois lettres mangent le fromage.
- La phrase suivante est vraie. La phrase précédente est fausse (paradoxe).
- Un problème comporte toujours au moins une solution. Donc s'il n'y a pas de solution, il n'y a pas de problème[18] (contexte de duperie argumentaire) (figure de sens, sophisme).
- Une solution implique toujours un problème. Donc s'il n'y a pas de solution, c'est qu'il n'y a pas de problème.
- La fin n'a jamais été aussi proche (tautologie, figure de sens, antithèse).

### Les sophismesa priori
Ces procédés rhétoriques ont pour but de forcer ou d'inciter à adhérer à une thèse en fonction d'éléments antérieurs à l'existence même de la discussion, il s'agit d'utiliser des valeurs intrinsèques relatives aux personnes impliquées dans le débat ou des forces de validation d'une proposition extérieures au contenu même de la thèse.

#### Référence faisant par définition autorité
Il s’agit, pour soutenir son argument, de prendre une référence extérieure dont l’autorité dans le contexte donné serait par définition établie, mais celle-ci est une apparence et ne repose que sur les biais cognitifs ou une construction sociale (éducation).
- Argumentum ad verecundiam (aussi appelé argument d'autorité) : « Le chef a toujours raison », ou encore « Nous sommes seuls dans l’univers. C’est mon beau-frère – il est sociologue – qui le dit » (un sociologue n’a pas de compétence sur la vie extra-terrestre et ne peut donc servir d’autorité sur le sujet)
- Argument par la foi : « C'est forcément vrai, puisque c'est écrit dans tel ou tel livre sacré. »
- Argumentum ad baculum (aussi appelé la raison du plus fort)
- Argumentum ad crumenam (aussi appelé la raison du plus riche) : « Ce n'est pas ce minable même pas assujetti à l'ISF qui va me donner des leçons pour conduire ma vie. » (voir Ésope, Épictète…)
- Argumentum ad lazarum (aussi appelé la raison du plus pauvre) : « La classe ouvrière se bat avec le réel tous les jours et est seule à connaître la réalité du pays. La dictature du prolétariat est donc l'unique solution. »
- Argumentum ad populum (aussi appelé la raison de la majorité) : « Dieu doit exister puisque la majorité des humains y croient depuis des millénaires. » Variante : « La France représente moins d'un pour cent de la population mondiale et ne peut donc avoir aucun rôle significatif. » (L'Athènes de Périclès représentait bien moins d'un pour cent de la population de son époque, et son modèle nous influence encore aujourd'hui ; Sparte, tout aussi puissante à l'époque, n'a pas laissé de trace culturelle durable.)
- Argumentum ad novitatem : donner raison aux arguments les plus nouveaux ou qui semblent les plus modernes.
- Argumentum ad antiquitatem : argument qui prétend que la tradition détient les bonnes réponses.
- Le sophisme naturaliste : mêle un jugement de fait et un jugement de valeur : prétendre qu'une chose est bonne parce qu'elle est naturelle ou habituelle.
- La raison des émotions : « Voyez tous ces gens qui s’en émeuvent ! Pensez-vous qu’ils ont tort ? »

#### L'appel aux sentiments et aux émotions
Il s'agit d'en appeler à la compassion ou l'empathie de l'interlocuteur pour le convaincre de sa thèse.
- Argumentum ad misericordiam (ou appel à la pitié) : « Vous ne pouvez pas me donner cette amende, mes parents vont me tuer ! »
- Appel à la flatterie : « Un homme comme vous ne peut pas défendre un tel genre de position ! »
- Argumentum ad odium : le fait de rendre odieux/inacceptable les arguments de l'opposition à travers une présentation à connotation péjorative.
- Le chiffon rouge : utiliser des associations émotionnelles qui vont déclencher la colère du public et nuire à sa capacité de raisonnement.
- La raison par la théâtralité : utiliser des grands mots, faire du spectacle pour impressionner.
- Appel au ridicule : ridiculisation des arguments de l'opposant pour les rendre plus facilement réfutables. Exemple : « Si la théorie de l'évolution était vraie, cela voudrait dire que mon grand-père est un gorille ».
- Argumentum ad consequentiam (aussi appelé argument par la conséquence) : Si A est faux, alors B aussi. Mais comme savoir B faux est déplaisant, on accepte A.
- Appel à la terreur : « Si vous maintenez votre point de vue, il y aura des conséquences… »
- Deux faux font un vrai (aussi appelé « sophisme de la double faute ») : « Et alors ? D'autres personnes font bien pire. »
- ''Argumentum ad familiam'' : consiste à s’appuyer sur le malheur supposé ou réel des familles pour détourner l’attention d’un argument ou d’une réalité qui, lui ou elle, devrait être pertinent ou perçu comme rigoureux. « Les grévistes de la SNCF sont vraiment égoïstes ! Pensez aux familles qui ne pourront pas partir en vacances à cause d'eux ! »

#### L'appel à l'ignorance
Il s'agit de partir d'un aveu d'ignorance pour conclure à l'impossibilité de la connaissance et donc proposer des thèses ésotériques ou invérifiables.
- Argumentum ad ignorantiam (aussi appelé appel à l'ignorance)[19] ; par exemple : « Je ne peux pas expliquer ce que ce témoin a vu dans le ciel, donc cela doit être un vaisseau spatial extraterrestre visitant notre planète ». Variante : « Je ne peux expliquer comment la vie sur terre est apparue, alors c'est sûrement Dieu qui l'a faite. »

#### Les sophismes d’observation
Ils reposent sur la subjectivité du regard afin de déduire une proposition présentée comme vraie à partir d'un prémisse qui ne permet pourtant pas logiquement de le démontrer.
- Argumentum a silentio (aussi appelé « argument du silence ») : il s'appuie sur le fait qu'un élément n'est pas mentionné pour démontrer son absence. Or, absence de preuve et preuve de l'absence ne sont pas des équivalents. Par exemple, dans le Nom de la Rose, Jorge affirme que Christ ne riait pas, car ce n’est pas écrit dans la Bible.
- Argumentum ad nauseam (« argumenter jusqu'à la nausée », aussi appelé « avoir raison par forfait ») : stratégie consistant à abreuver de manière incessante l'opposant de questions ou d'affirmations fallacieuses ou d'invectives personnelles afin de le faire renoncer à la discussion, et donc afin de clamer victoire.
- Catégorie de sophismes « Aucun vrai Écossais » : ainsi dénommée d'après l'exemple cité dans Thinking about Thinking par Antony Flew[20], qui peut s'illustrer par ce dialogue « Aucun Écossais ne met de sucre dans son porridge. Pourtant, mon oncle Angus, qui est écossais, adore mettre du sucre dans son porridge. Oui, mais aucun vrai Écossais ne met de sucre dans son porridge. » On pourrait appeler aussi cette catégorie de sophismes le « sophisme de suspicion » ou de « doute légitime », car il sous-entend qu'Angus est donc un faux Écossais ; lorsqu'une exception vient remettre en cause une règle prétendument exclusive, ce sophisme préfère invalider a priori l'exception, plutôt que d'admettre l'invalidation de l'exclusivité de la règle précédemment énoncée.
- Sophisme de la mauvaise traduction : il consiste à écarter la thèse d'un opposant en lui refusant le droit de participer à la conversation pour des questions de traduction des textes débattus. Par exemple : « Vous n'avez pas lu Mein Kampf (ou Platon, ou le Coran, etc.) dans sa langue originale, mais une version traduite, donc tout ce que vous direz sur ce livre est forcément faux. » Ce stratagème méconnaît cependant l'existence de traductions critiques et scientifiques et n'est donc pas opérant dans toutes les configurations possibles.

#### Les sophismes degénéralisation
Ils sont particulièrement fréquents puisqu'ils permettent de généraliser la validité d'une proposition à partir d'une affirmation première fausse, tronquée, hâtive, trompeuse.

##### Les généralisations invalides
- Affirmation du conséquent : il s'agit d'un type de sophisme très fréquemment rencontré avec de nombreux cas de généralisations abusives, basées sur un raisonnement fallacieux destiné à tromper : « Je suis un homme, je crois en Dieu, donc (tous) les hommes croient en Dieu. » Ces généralisations sont parfois ridicules pour leurs auteurs (quand leur auditoire a pris attention en mettant en doute le raisonnement), ou seulement amusantes et destinées à divertir et dénoncer ce type de raisonnement : « Puisque je suis un homme, je suis mortel. Mon chat est mortel. Mon chat est donc un homme. », comme aussi sa généralisation en apparence bénigne : « Tous les hommes sont mortels. Tous les chats sont mortels. Tous les chats sont donc des hommes », mais qui affirme elle aussi le conséquent.
- Échantillon non représentatif : « Depuis mon compartiment de train, j'ai pu constater sur un échantillon de soixante-dix passages à niveau que tous sans exception ont leurs barrières fermées. »
- Généralisation abusive ou excessive (aussi appelé « déduction hâtive », et version outrée de la catégorie précédente) : « Les Anglais sont trilingues : oui, j'ai rencontré un Anglais qui parlait trois langues. »
- Manipulation statistique : « Ce test de la maladie X est fiable à 99 %, il se révèle positif pour vous, donc vous avez 99 % de chances d'avoir la maladie X ». Voir aussi le biais cognitif Oubli de la fréquence de base ou comme exemple les faux positifs médicaux expliqués par le théorème de Bayes.

##### Manipulation des probabilités
Il s'agit d'une manipulation des chances qu'un événement se produise au sein d'un ensemble de possibles afin d'en tirer des conclusions fausses : « Lancez trois pièces : deux sont forcément du même côté, soit pile, soit face. La troisième a une chance sur deux d'être également de ce côté-là ; donc il y a une chance sur deux que les pièces soient toutes les trois du même côté. » (en réalité, 2 puissance 3, soit 8 possibilités de combinaisons : FFF, FFP, FPP, FPF, PFF, PPF, PFP, PPP donc 2 chances sur 8 (soit 1 chance sur 4) que les trois pièces soient du même côté).

##### Le sophismenon sequitur
Le sophiste énonce un raisonnement dans lequel il démontre que A implique B et que B implique C, et dans le résumé de sa démonstration, il affirme avoir démontré que A implique D (manipulation de la conclusion) ou variante que E implique C (manipulation des prémisses).
Il existe deux grandes catégories d'application :
- Affirmation de la conséquence : « S'il a plu (P), alors le sol est mouillé (Q). Le sol est mouillé (Q). Donc il a plu (P). » Or, il peut y avoir plusieurs causes au fait que le sol soit mouillé, la pluie n'en étant donc pas la seule cause potentielle, on ne peut donc affirmer qu'il a plu simplement parce que le sol est mouillé.
- Négation de l'antécédent : « S'il a plu (P) alors le sol est mouillé (Q). Il n'a pas plu (il est faux que P), donc le sol n'est pas mouillé (il est faux que Q). » Or, le sol est peut-être mouillé du fait d'un autre événement que la pluie, affirmer que le sol est sec simplement parce qu'il n'a pas plu n'est pas possible).

##### Argumentum ad temperantiam
Ou argument du juste milieu : il s'agit de faire croire que la position intermédiaire entre deux énoncés est la bonne position. Par exemple, la police annonce 80 000 manifestants, les organisateurs 160 000, alors c'est qu'il y a eu 120 000 manifestants.

##### Lapente savonneuse
Ce sophisme permet de prétendre qu'un compromis, une concession donnée sur un fait, doit être refusé car il amorcerait une cascade de conséquences de plus en plus graves et ce sans démonstration du lien de cause à effet. Par exemple : « Si vous rétablissez la pêche de cette espèce de poisson, la tendance se généralisera bientôt aux autres variétés protégées, puis aux tortues, et par la suite aux grands mammifères marins, et la biodiversité de nos océans sera en grave danger. »

##### Le sophisme de la cause discutable ouNon causa pro causa
- Post hoc, ergo propter hoc, aussi appelé « confondre corrélation / synchronicité et causalité » : « J'ai bu une tisane, grâce à cela, mon rhume a disparu le lendemain. »
- Sophisme de la cause unique : sophisme de cause douteuse qui se produit lorsque l'on suppose qu'il y a une seule cause simple à un événement alors qu'en réalité il peut avoir été causé par un certain nombre de causes suffisantes seulement conjointes.

##### Syllogisme invalide(voir aussiparadoxes)
Cette famille de sophisme repose sur la différence entre une implication et une équivalence
- Affirmation d'une disjonction.
- Affirmation excessive de l'existence d'un terme.
- Quaternio terminorum.
- Non-distributivité du pivot.
- Non-distributivité du terme majeur.
- Non-distributivité du terme mineur.
- Sophisme de composition : croire que ce qui est vrai pour le tout est vrai pour les parties ou, inversement, que ce qui est vrai pour l'une des parties s'applique aussi aux autres.

##### Le sophisme de lasolution parfaite
Sophisme consistant à partir du constat selon lequel une partie du problème subsisterait toujours pour rejeter toute tentative de solution. Exemple : « Pourquoi faire des campagnes anti-tabac ? Il y aura toujours des fumeurs. »

#### Sophisme par confusion

##### Confusion quant au sens
Équivoque (employer des équivoques).
Sophismes d'ambiguïté : ce sophisme joue sur les homonymies et sur le fait que la frontière de certains concepts est mal définie.
Solécisme : utiliser une ambiguïté grammaticale (un solécisme linguistique) pour réaliser une déduction logiquement erronée.
Division : « L'armée américaine est puissante, donc ce soldat américain doit être puissant. »
Amphibologie (aussi appelé « amphibolie ») : forme grammaticale rendant possibles deux sens. Exemple : « X ne devrait pas conduire sur la route car c'est dangereux » peut signifier que la route est dangereuse pour X, ou que X la rend dangereuse.

##### Confusion entre le tout et la partie
Prendre la partie pour le tout : « X a voté pour Paul, Paul est pour telle réforme, donc X est partisan de cette réforme. »

##### Sophisme par association, déshonneur par association et honneur par association
Il s'agit d'attaquer la position de l'adversaire sur un sujet en utilisant sa position sur un autre sujet : « Vous êtes végétarien ? Tiens, comme ce salaud d'Hitler ! Ce ne doit pas être un hasard. »

##### Reductio ad Hitlerum(voir «Loi de Godwin»)
Sophisme par association, dont le but est de trouver le moyen de comparer la partie adversaire et ses propos à ce qui représente le mal absolu suivant les critères de la société (Les nazis pour l'Europe occidentale de la fin du XXe siècle) pour pouvoir placer son interlocuteur dans une position où il sera obligé de réagir et aura beaucoup de mal à se défendre.
Exemples :
- « Voter Front National, c'est voter pour le nazisme. »
- Patrick Balkany en 2019, lors de son procès au tribunal correctionnel de Paris pour détournement de fonds publics et recel : « La spoliation, nous et ma communauté, nous savons ce que c'est […] J'ai surtout l'impression aujourd'hui qu'on fait le procès des Juifs qui après la Libération ont pris leurs dispositions. »

##### Argument circulaire ou raisonnement circulaire
Il s'agit de répéter comme prémisse la conclusion qu'on tente de défendre (« Dieu existe car la Bible le dit ; la Bible dit vrai car c'est Dieu qui l'a inspirée »). Autrement dit, supposer vraie la chose même qu'il s'agit de démontrer. On peut y procéder par plusieurs stratagèmes :
- Plurium interrogationum (aussi appelé « multiplier ou compliquer les questions ») afin de laisser croire que le chemin parcouru n'est pas cyclique.
- Faux dilemme (aussi appelé « blanc ou noir ») : faire croire que la réponse à une question se restreint à un certain ensemble de choix très limité, usuellement deux. Par exemple : « Les objets de l'espace sont soit des planètes dont la surface est solide, soit des étoiles dont la surface est gazeuse. Jupiter ne possède pas une surface solide, donc Jupiter est une étoile ».
- Fausse objection pour éviter d'évoquer une vraie raison : « Cette voiture est trop chère. Il faut que j'en parle à mon conjoint. », pour ne pas dire : « Je ne veux pas acheter votre voiture. »

##### Renverser la charge de la preuve
Ce sophisme a pour principal intérêt de mettre l'interlocuteur dans une position où il devra démontrer lui-même (au choix) l'invalidité ou la validité d'une proposition faite. Par exemple, A affirme que P mais sans donner de preuve concluante, C dit qu'il n'est pas d'accord avec A, C affirme que Q plutôt que P. A attaque donc C en lui demandant de justifier son désaccord et de prouver lui-même que Q plutôt que P. On peut par exemple demander à un athée de prouver que Dieu n'existe pas. Si la personne à qui il est demandé de démontrer que Dieu n’existe pas n’y parvient pas, on ne démontre cependant pas que Dieu existe. Ainsi ne pas pouvoir personnellement démontrer que Dieu n’existe pas n’est pas une démonstration du fait que « Dieu existe » (ni qu'il n'existe pas).

##### L'épouvantail rhétorique,strawmanou homme de paille, ou caricature
Il s'agit de déformer l'argumentation d'un opposant pour en faire un argument plus facilement réfutable et éventuellement préparer le terrain à un sophisme de déshonneur par association.
Par exemple : « Vous ne voulez pas mettre au point ce programme de construction de porte-avions, je ne comprends pas pourquoi vous voulez laisser notre pays sans défense. » (La proposition « je suis contre la construction d'un porte-avions » a été détournée en « je suis contre la défense de mon pays », argument beaucoup plus facile à mettre en défaut).

##### Fausse analogie
Elle se présente sous la forme d'une inférence injustifiée entre deux éléments qui ne sont pas comparables dans leur importance, dans leur signification ou leur portée. Généralement ce sophisme consiste à comparer des éléments ayant des propriétés a priori communes puis à introduire une propriété qui est unique à un des éléments, pour conclure que cette propriété est commune à tous les éléments.

##### Réification(ou hypostase)
Il s'agit de l'utilisation d'une transposition d'un concept abstrait comme objet concret. Par exemple, « il n'y a pas de démocratie dans ce pays, il faudrait y exporter un peu de la nôtre. »

##### L'appel au sophisme
Généralement couplé avec un épouvantail, il consiste à dénigrer l'argument adverse en affirmant « ce que tu dis est un sophisme », sans pour autant que cela soit vrai. Il s'agit d'une conséquence naturelle de la connaissance, par les orateurs impliqués dans une discussion, des méthodes de la rhétorique, et donc de la falsification de la logique. Accuser l'autre d'être un sophiste et de produire des sophismes est donc un bon moyen de prétendre ne pas faire la même chose, et d'élever sa position en se montrant comme capable d'analyser les failles du discours auquel on fait face. Le moyen le plus simple d'éviter ce sophisme est de citer précisément les sophismes employés, et leurs définitions.

#### Autres sophismes
Il s'agit des sophismes dont les prémisses ne sont pas pertinentes à la validité de la conclusion.
- Mille-feuille argumentatif : couramment utilisé pour légitimer les théories du complot, il s'agit d'enchaîner un grand nombre d’arguments, même de faible valeur individuellement, mais qui donnent ensemble une impression de solidité et de massivité de la thèse soutenue[21]. Ce sophisme qui s'apparente à la loi de Brandolini, est utilisé dans de nombreux ouvrages qualifiés de fortéens[22]. En ce qui concerne les extraterrestres, cette technique rhétorique peut donner ainsi : « Et les crop circles ? Et les nombreux témoignages ? Et les statues d’astronefs précolombiennes ? Et la perfection des pyramides ? Vraiment, les extraterrestres nous rendent visite depuis longtemps ».
- Rupture de la corrélation :
  - Concentration de l'argumentaire sur une partie des arguments motivant la prise de position.
  - Refus de la corrélation (une corrélation n'implique pas nécessairement une causalité) : ainsi, les ventes de dentifrice sont corrélées aux ventes de préservatifs ; celles de Coca-Cola à celles de lunettes de soleil ; les ventes de whisky en Écosse y sont corrélées au revenu des pasteurs, et cela ne signifie pas que les pasteurs boivent le produit des quêtes. Cela indique simplement que quand leurs ventes sont bonnes, les Écossais ont les moyens de donner un peu plus à leurs pasteurs.
  - Suppression de la corrélation.
- Ignoratio elenchi, aussi appelé « conclusion excessive ».
- Le postulat indémontrable ou argument irréfutable : il s'agit d'un procédé visant à rejeter toute possibilité de réfutation. Par exemple, des personnes adhérant à une théorie du complot vont rejeter toute preuve réfutant cette théorie en imputant à ces preuves le fait d’être avancée par des personnes soutenant une théorie officielle. Autre exemple, lorsque, dans un couple, l’un des deux partenaires est persuadé que l’autre le trompe, il va systématiquement rejeter toute preuve du contraire, invoquant un prétexte à chaque tentative. La subtilité repose donc sur le principe que la personne utilisant ce type d’argument refuse de reconnaître avoir tort.
- La raison de la nature, ou raison génétique, qui confond volontairement la cause ou l'origine d'une chose pour l'essence ou la chose elle-même.
- Négation de la preuve.
- Les rapprochements excessifs.
- La combinaison de faits sans liens directs (amalgame).
- Renversement de la causalité.

### Sources
- Bruno Couillaud, Raisonner en vérité - Analytique, dialectique, Rhétorique, sophistique, Paris, F.-X. de Guibert, 2007 (2e édition corrigée), 553 p.
- Marianne Doury, Le Débat immobile. L’Argumentation dans le débat médiatique sur les parasciences, Paris, Kimé, 1997, 260 p., Présentation en ligne
- Marianne Doury, Argumentation. Analyser textes et discours, Paris, Armand Colin, coll. « Portail », 2016
- Olivier Reboul, Introduction à la rhétorique, Paris, PUF, coll. « Premier Cycle », 1994 (2e édition corrigée), 242 p.
- « Recognizing Microstructural Fallacies », Université de l'Indiana

### Textes anciens
- Aristote, Réfutations sophistiques.
- Aristophane, Les Nuées. Œuvre dans laquelle on ridiculise les sophistes et où les personnages utilisent des raisonnements invalides mis en évidence dans cet article.
- John Stuart Mill, « Les sophismes », dans Système de logique déductive et inductive. Exposé des principes de la preuve et des méthodes de recherche scientifique, Bruxelles, Pierre Mardaga, 1988, p. 294-413.
- Schopenhauer, La Dialectique éristique, parfois publiée sous le titre L'Art d'avoir toujours raison.
- Jeremy Bentham, (1827) Fragment sur le gouvernement: Manuel de sophismes politiques, Paris, LGDJ / Montchrestien (30 octobre 1998), 386 pp.